# 2А46
2А46 (індекс ГРАУ — 2А46, заводський індекс — Д-81ТМ) — радянська 125-мм гладкоствольна танкова гармата. Розроблена у Свердловському ОКБ-9 на основі 2А26 (Д-81).

## Історія створення
Після прийняття на озброєння танкової гармати 2А26 в складі нових основних танків Т-64А і Т-72, досвід експлуатації виявив недолік нових 125-мм гладкоствольних танкових гармат. Через більш тонкі стінки в порівнянні з нарізними гарматами, ствол гармати внаслідок впливу погодних факторів був схильний до викривлення, що негативно позначалося на точності стрільби. Також була виявлена невдала конструкція противідкатних пристроїв. В результаті теплового розширення в противідкатних пристроях утворювалася суміш з противідкотної рідини і компенсаційного повітря, що призводило до нерівномірного відкоту гармати і істотного зниження точності стрільби. Для усунення недоліків були розпочаті роботи над модернізованою версією гармати 2А26. Нова гармата розроблялася в ОКБ-9 під керівництвом Голубєва В. А. в 1970 році танкова гармата 2А46 була прийнята на озброєння.

## Опис конструкції
Основними складовими 2А46 є: ствол, термозахисний кожух, казенник, люлька, противідкатні пристрої, підйомний механізм і огорожа. Ствол гармати складається з труби, на якій закріплений ежектор для продувки ствола від залишкових порохових газів. На стволі закріплений термозахисний кожух, який складається з чотирьох тонкостінних циліндричних секцій. Противідкатні пристрої складаються з гідравлічного гальма відкату, закріпленого в казеннику гармати й гідропневматичного накатника, за допомогою якого здійснюється накат. Гранична довжина відкату становить 340 мм. Ствольна група закріплена в суцільнолитий люльці обойменного типу. У люльці встановлені латунні втулки, по яких переміщається ствол гармати під час відкоту і накату, а також сектор підйомного механізму. Підйомний механізм встановлюється на спеціальному кронштейні в башті танка.
| Таблиця ТТХ пострілів, які використовують для стрільби з гармат сімейства 2А46 та 2А46М     |                |               |                   |                  |                 |                        |
| Індекс пострілу                                                                             | Індекс снаряду | Індекс заряду | Вага пострілу, кг | Вага снаряду, кг | Вага заряду, кг | Бронепробиття, мм/град |
| Бронебійні підкаліберні снаряди                                                             |                |               |                   |                  |                 |                        |
| 3ВБМ3                                                                                       | 3БМ9/3БМ10     | 4Ж40          | 19,6              | 5,67             | 5,0/5,0+3,4     | 140/60°                |
| 3ВБМ6                                                                                       | 3БМ12/3БМ13    | 4Ж40          | 19,6              | 5,67             | 5,0/5,0+3,4     | 150/60°                |
| 3ВБМ7                                                                                       | 3БМ15/3БМ16    | 4Ж40          | 20,0              | 5,9              | 5,0/5,0+3,4     | 150/60°                |
| 3ВБМ8                                                                                       | 3БМ17/3БМ18    | 4Ж40          | 20,0              | 5,9              | 5,0/5,0+3,4     | 150/60°                |
| 3ВБМ9                                                                                       | 3БМ22/3БМ23    | 4Ж40          | 20,2              | 6,55             | 5,0/5,0+3,4     | 170/60°                |
| 3ВБМ11                                                                                      | 3БМ26/3БМ27    | 4Ж63          | 20,43             | 7,05             | 5,3/5,3+2,9     | 200/60°                |
| 3ВБМ12                                                                                      | 3БМ29/3БМ30    |               |                   |                  |                 | 210/60°                |
| 3ВБМ13                                                                                      | 3БМ32/3БМ38    | 4Ж63          | 20,55             | 7,05             | 5,3/5,3+2,9     | 250/60°                |
| 3ВБМ17                                                                                      | 3БМ42/3БМ44    | 4Ж63          | 20,4              | 7,05             | 5,3/5,3+2,9     | 230/60°                |
| 3ВБМ19                                                                                      | 3БМ42М/3БМ44М  | 4Ж63          | 20,4              | 7,05             | 5,3/5,3+2,9     | 270/60°                |
| 3ВБМ20                                                                                      | 3БМ46/3БМ48    | 4Ж63          | 20,4              | 7,05             | 5,3/5,3+2,9     | 300/60°                |
| 125-mm KE                                                                                   |                |               |                   | 6,7              | 5,5/5,5+3,3     |                        |
| ZPS 125 mm APFSDS-T                                                                         |                | 4Ж63          |                   |                  | 5,855/5,855+3,0 | 230/60°                |
| 125-I                                                                                       |                |               | 23,0              | 7,37             |                 | 220/61,5°              |
| 125-II                                                                                      |                |               | 23,0              | 7,44             |                 | 300/60°                |
| Бронебійні кумулятивні снаряди                                                              |                |               |                   |                  |                 |                        |
| 3ВБК7                                                                                       | 3БК12(М)       | 4Ж40          | 29,0              | 19,0             | 5,0             | 220/60°                |
| 3ВБК10                                                                                      | 3БК14(М)       | 4Ж40          | 29,0              | 19,0             | 5,0             | 220/60°                |
| 3ВБК16                                                                                      | 3БК18(М)       | 4Ж40          | 29,0              | 19,0             | 5,0             | 260/60°                |
| 3ВБК17                                                                                      | 3БК21Б         | 4Ж52          | 29,0              | 19,0             | 10,0            | 260/60°                |
| 3ВБК25                                                                                      | 3БК29(М)       | 4Ж52          | 28,4              | 18,4             | 10,0            | 300/60°                |
| 3ВБК27                                                                                      | 3БК31          |               |                   | 19,0             |                 | 350/60°                |
| 125-mm HEAT                                                                                 |                |               |                   | 19,0             |                 | 200/60°                |
| 125-mm HEAT-T                                                                               |                |               | 33,0              | 23,0             | 10,0            |                        |
| 125-mm HEAT-T                                                                               |                |               |                   | 19,5             |                 | 200/60°                |
| M88                                                                                         |                |               |                   |                  |                 |                        |
| Осколково-фугасні снаряди                                                                   |                |               |                   |                  |                 |                        |
| 3ВОФ22                                                                                      | 3ОФ19          | 4Ж40          | 33,0              | 23,0             | 5,0             | —                      |
| 3ВОФ36                                                                                      | 3ОФ26          | 4Ж40          | 33,0              | 23,0             | 5,0             | —                      |
| Практичні кумулятивні снаряди                                                               |                |               |                   |                  |                 |                        |
| 3ВП5                                                                                        | 3П11           | 4Ж40          | 29,0              | 19,0             | 5,0             |                        |
| Практичні бронебійні снаряди                                                                |                |               |                   |                  |                 |                        |
| 3ВП6                                                                                        | 3П31/3П35      | 4Ж40          | 19,5              | 5,2              | 5,0/5,0+4,3     | —                      |
| Практичні осколково-фугасні снаряди                                                         |                |               |                   |                  |                 |                        |
| 3ВП24                                                                                       | 3П23           | 4Ж40          | 33,0              | 23,0             | 5,0             | —                      |
| Навчально-тренувальні снаряди                                                               |                |               |                   |                  |                 |                        |
| 3ВПУ4                                                                                       | 3ПУ12          | 4ПУ105        | 19,1              | 9,6              |                 | —                      |
| 3ВПУ5                                                                                       | 3ПУ13          | 4ПУ105        | 28,5              | 19,0             |                 | —                      |
| 3ВПУ6                                                                                       | 3ПУ14          | 4ПУ105        | 32,5              | 23,0             |                 | —                      |
| Холостий                                                                                    | —              | 4Х33          | —                 | —                | 13              | —                      |
| Кероване озброєння, яке використовують для стрільби з гармат 2А46-2, 2А46М і її модифікацій |                |               |                   |                  |                 |                        |
| Протитанкові керовані ракети                                                                |                |               |                   |                  |                 |                        |
|                                                                                             | 9М112          | 9Д129         | 33,2              |                  |                 | 250/60°                |
|                                                                                             | 9М112М         |               |                   |                  |                 | 300/60°                |
|                                                                                             | 9М112М2        |               | 31,1              | 24               |                 | 300..350/60°           |
|                                                                                             | 9М124          |               | 33,6              | 27,9             |                 | 450/60°                |
| 3УБК14                                                                                      | 9М119          | 9Х949         | 23,3              | 16,5             | 7,1             | 325..375/60°           |
|                                                                                             | «Сокол-1»      | 4Ж63          |                   | 23,0             | 5,3             | 350/60°                |
| Фугасні керовані ракети                                                                     |                |               |                   |                  |                 |                        |
| 3УБК14Ф                                                                                     | 9М119Ф         | 9Х949         | 23,6              | 16,5             | 7,1             | —                      |
| 3УБК14Ф1                                                                                    | 9М119Ф1        | 9Х949         | 23,3              | 16,5             | 6,8             | —                      |
| Кероване озброєння, яке використовують для стрільби з гармати 2А46М і її модифікацій        |                |               |                   |                  |                 |                        |
| 3УБК20                                                                                      | 9М119М         | 9Х949         | 24,3              | 17,2             | 7,1             | 325..375/60°           |
| 3УБК20М                                                                                     | 9М119М1        | 9Х949         | 24,3              | 17,2             | 7,1             | 425..450/60°           |
| Бронебійний снаряди, які використовують для стрільби з гармати 2А46М-5                      |                |               |                   |                  |                 |                        |
| 3ВБМ22                                                                                      | 3БМ59          | 4Ж96          |                   |                  |                 | 700/0°                 |
| 3ВБМ23                                                                                      | 3БМ60          | 4Ж96          |                   |                  |                 | 800/0°                 |

## Характеристики
Для танка Т-80Б зі 125-мм гарматою 2А46М-1[джерело?]:
- Бойова швидкострільність: 6—8 пострілів/хв
- Максимальна прицільна дальність за допомогою приціла-далекоміра 1Г42:
  - бронебійний підкаліберний: 4000 м
  - кумулятивний: 4000 м
  - осколково-фугасний: 5000 м
  - керований: 4000 м
- Максимальна прицільна дальність за допомогою нічного приціла ТПН-3-49:
  - в активному режимі: 1300 м
  - в пасивному режимі: 850 м
- Максимальна дальність стрільби (ОФ): 10 000 м
- Дальність прямого пострілу по цілі висотою 2 м:
  - бронебійний підкаліберний: 2120 м
  - кумулятивний: 1000 м
- Кути обстрілу: -5…+15°

## Модифікації
- 2А46 — базова модифікація для установки в танки типу Т-64А і Т-80[2];
- 2А46-1 — базова модифікація для установки в танки типу Т-72[2];
- 2А46-2 — модифікована версія 2А46, адаптована під використання ПТКР. Прийнята на озброєння в 1976 році в складі танків типу Т-64А і Т-80[2];
- 2А46М — модифікована версія гармати 2А46. Передбачено можливість швидкого перествола гармати, без демонтажу з башти танка. Адаптована під використання ПТКР 9М119М. Дійсна дальність пострілу на ходу по рухомих цілях підвищена в 1,5 рази. У накатнику і гальмі відкату забезпечений візуальний контроль робочої рідини. Прийнята на озброєння в 1980 році. Встановлюється в танки типу Т-72Б і Т-90[2][18];
- 2А46М-5 — модифікована версія гармати 2А46М. Покращена жорсткість конструкції і точність конструкції. Купчастість стрільби поліпшена на 15-20 %, сумарне розсіювання відразу зменшено в 1,7 рази. Гармата прийнята на озброєння в 2005 році. Встановлюється в танк Т-90А. Крім того може бути встановлено і на більш ранні модифікації Т-90, а також на танк Т-72[2][18];
- 2А46М-1 — варіант гармати 2А46М для установки в танки типу Т-80[2];
- 2А46М-4 — модифікована версія гармати 2А46М-1. Покращення аналогічні гарматі 2А46М-5. Призначена для установки в танки типу Т-80[2];
- 2А46М-2 — варіант гармати 2А46М для установки в дослідний танк Т-80УМ2;
  -     - 2А75 — варіант гармати 2А46М для установки в самохідну протитанкову гармату 2С25;
- КБАЗ — українська адаптація гармати 2А46, призначена для установки в танки українського виробництва типу Т-84, Т-80УД[19] та модернізовані Т-64БВ.
- ZPT-98 — китайська неліцензійна копія гармати 2А46М, призначена для установки в танки китайського виробництва типу Type 96, MBT 2000, Type 98, Type 99 тощо.

### Виноски
1. ↑  Пробиття для підкаліберних снарядів вказане при дії на гомогенну сталеву броню на дальності 2000 м
2. ↑  Виробництва Словаччини і Чехії
3. ↑  Виробництва Польщі
4. ↑  Виробництва Китаю
5. ↑  Виробництва Китаю
6. ↑  Бронепробиття за динамічним захистом
7. ↑  Виробництва Болгарії
8. ↑  Виробництва Ірану
9. ↑  Виробництва Польщі
10. ↑  Виробництва Югославії